# Giannotto di Civignì
Giannotto di Civignì è protagonista, con Abraam giudeo, della seconda novella della prima giornata del Decameron di Giovanni Boccaccio.
Non si conoscono notizie storiche sulla eventuale reale esistenza del personaggio. Il suo nome suggerisce la provenienza da una città francese, che potrebbe essere Souvigny, Chauvigny, Chevigny o Chovigny.
Nella novella egli è un mercante di stoffe di Parigi, onesto e buon cristiano, che ha una forte amicizia con un ebreo di nome Abraam. Ad esso parla sempre del Cristianesimo e cerca di convertirlo, poiché lo ritiene persona di grande valore e gli dispiace che non possa salvarsi nel mondo ultraterreno per via della sua fede. Tanto insiste che alla fine riesce a strappare all'amico la promessa che valuterà la conversione; ma Abraam pone come condizione il recarsi a Roma, a vedere il papa e la sua corte di cardinali, le loro abitudini e comportamenti.
Giannotto si preoccupa alquanto di questa decisione, perché sa che la corte vaticana è tutt'altro che savia, al punto che quando Abraam fosse già stato cristiano, il vederla l'avrebbe convinto a tornare alla fede giudaica. Ma non riuscendo a dissuadere l'amico e non rimettendoci niente, acconsente al volere dell'amico e ne cura gli affari mentre questi è in viaggio. A Roma, Abraam vede le peggiori nefandezze e gli alti prelati macchiarsi di tutti i peggiori peccati capitali senza alcun rimorso, tanto che, tornato a casa, manifesta la sua perplessità all'amico, il quale vede già tutti i suoi sforzi vanificati.
L'ebreo però, vedendo come questi alti prelati facessero di tutto per scacciare la gente dalla fede cristiana, e pure questa continuasse ad avere seguito, ne conclude che l'unica spiegazione è che essa abbia davvero l'appoggio dello Spirito Santo: e con enorme sorpresa dell'amico, gli comunica che intende perciò farsi battezzare subito. Giannotto, felice, scegli per lui il nome di Giovanni.